# شکارچی حرفه‌ای
شکارچی حرفه‌ای (انگلیسی: (Relic Hunter) سریال ماجراجویانه با بازی تیا کریر و کریستین آنهولت است.
اصل موضوع داستان مربوط به پروفسور اشیا عتیقه سیدنی فاکس است که تلاش برای کشف کردن اشیا عتیقه از نقاط مختلف جهان و بازگرداندن آن‌ها به موزه می‌باشد. سیدنی فاکس در این اکتشافات دستیاری به نام نایجل بیلی دارد که در تمامی سفرها وی را همراهی می‌کند.
این سریال در سه فصل و بین سال‌های ۱۹۹۹ تا ۲۰۰۲ و در شصت و شش قسمت پخش می‌شد. این سریال به‌طور هم‌زمان در کشور ای آمریکا و ایرلند از شبکه اسکای وان و کانادا در سی تی تی وی پخش شد. در طول این سه فصل این سریال در کشورهای گوناگونی همانند آمریکا، اسپانیا، هنگ کنگ، آلمان، پرو، سوئد، یونان، ایتالیا و چند کشور دیگر از جمله کانادا که بیشترین قسمت‌های ضبط شده در آن می‌باشد، فیلمبرداری شد.

## خلاصه داستان
شکارچی حرفه‌ای در مورد پروفسور سیدنی فاکس (با بازی تیا کریر) است که استاد دانشگاه آمریکایی است و دستیار وی نایجل بیلی (با بازی کریستین آنهولت) که یک کاشف عتیقه بریتانیایی است. در آغاز هر قسمت بازگشتی به چندین سال و حتی قرن قبل می‌کند و اتفاقی را در حدود چند دقیقه نشان می‌دهد و پس از بازگشت به زمان حال سیدنی فاکس به دنبال عتیقه‌ای که در شروع داستان به آن اشاره شد می‌رود. در اکثر مواقع فرد دیگری نیز به دنبال آن عتیقه می‌گردد و در واقع طرف مقابل فاکس برای رسیدن به آن عتیقه است. اما در پایان هر ماجرا فاکس با کمک مردم و دولت آن عتیقه را به موزه برمی‌گرداند. در دفتر کار سیدنی فاکس منشی به نام کلودیا حضور دارد که در پایان فصل دوم می‌رود و کارن پتروسکی برای فصل پایانی سریال جانشین وی می‌شود.